# Powłocznica świerkowa
Powłocznica świerkowa (Peniophora pithya (Pers.) J. Erikss.) – gatunek grzybów z rodziny powłocznicowatych (Peniophoraceae).

## Systematyka i nazewnictwo
Pozycja w klasyfikacji według Index Fungorum: Peniophora, Peniophoraceae, Russulales, Incertae sedis, Agaricomycetes, Agaricomycotina, Basidiomycota, Fungi.
Po raz pierwszy opisał go w 1822 r. Christiaan Hendrik Persoon nadając mu nazwę Thelephora pithya. Obecną, uznaną przez Index Fungorum nazwę nadał mu w 1958 r. Jacques Boidin.
Synonimy:
- Corticium plumbeum Fr. 1874
- Kneiffia plumbea (Fr.) Bres. 1903
- Peniophora plumbea (Fr.) Bourdot & Galzin 1928
- Terana plumbea (Fr.) Kuntze 1891
- Thelephora pithya Pers. 1822[2].

Polską nazwę zaproponował Władysław Wojewoda w 2000 r.

## Morfologia
Owocnik
O średnicy do 15 (25) cm, rozpostarty, z wiekiem o odstającym brzegu. Powierzchnia woskowata, liliowa, różowoszara, szaroniebieska, oprószona. Miąższ szary. Zapach przyjemny, brak wyraźnego smaku. Zarodniki w masie białe, o wymiarach 9–12 × 2,3–3,8 µm, w kształcie banana.
Gatunki podobne
Rozróżnienie go od niektórych innych gatunków powłocznic możliwe jest tylko badaniami mikroskopowymi.

## Występowanie
Powłocznica świerkowa występuje w Ameryce Północnej i Południowej, Europie i Azji. Najwięcej stanowisk podano w Europie. W Polsce W. Wojewoda w 2003 r. przytoczył tylko trzy stanowiska, w tym jedno dawne. Znajduje się na Czerwonej liście roślin i grzybów Polski. Ma kategorię E – gatunek wymierający, którego przeżycie jest mało prawdopodobne, jeśli nadal będą działać czynniki zagrożenia.
Nadrzewny grzyb saprotroficzny. Występuje w lasach i zaroślach, głównie na drewnie iglastym.